# Leopold Kostal (Unternehmen)
Die Leopold Kostal GmbH & Co. KG ist ein  Familienunternehmen mit Stammsitz in Lüdenscheid, das elektronische und mechatronische Produkte, insbesondere für die Automobilindustrie, entwickelt und produziert.

## Geschichte
Kostal wurde 1912 von Leopold Kostal als LK gegründet. 1927 wurde das Betätigungsfeld von Installationsmaterialien auf Automobilelektronik erweitert. 1935 trat der Sohn von Leopold, Kurt, in das Unternehmen ein, zum 25-jährigen Firmenjubiläum hatte Kostal ungefähr 240 Mitarbeiter. 1953 erfolgte die Verlagerung des betrieblichen Schwerpunktes auf die Entwicklung und Produktion von Artikeln für die Automobilindustrie. Im Jahr 1972 trat Helmut Kostal in das Unternehmen ein, 1973 wurde die erste Auslandsniederlassung in Mexiko gegründet, 1978 folgte eine Niederlassung in Brasilien. Nach der Umwandlung in eine GmbH & Co. KG 1981 expandierte das Unternehmen in den Folgejahren in weitere Länder, unter anderem nach Irland, Großbritannien, Japan, China und Frankreich. 1993 wurde der Geschäftsbereich Kontaktsysteme gegründet, 1995 die Bereiche Automobilelektrik, Industrielelektrik und Prüftechnik, die 2004 in eine eigenständige GmbH überführt wurden. 2008 stieg Kostal mit Hilfe eines Joint Ventures in den indischen Markt ein, 2009 in die Solartechnik. Seit 2011 wird das Unternehmen von Andreas Kostal geführt. Am 10. Oktober 2016 begann in einem weiteren Standort in Nordmazedonien die Produktion.

### Umstrukturierung Anfang 2020er Jahre – Realteilung
Anfang der 2020er Jahre wurde die Kostal-Gruppe durchgreifend umstrukturiert. Im Ergebnis kam es zu einer Realteilung, wobei das renditeschwache und risikobehaftete Geschäft als Automobil-Zulieferer unter Leopold Kostal und das renditestärkere und robuste Bauteile- und Elektronikgeschäft unter Kostal Industrie zusammengefasst wurde. Einzelne Gesellschaften der beiden Konzerne arbeiten weiterhin zusammen, jetzt allerdings als Lieferant und Kunde.

## Geschäftsbereiche

### Kostal Automobil Elektrik
Im Geschäftsbereich Automobil Elektrik entwickelt und produziert Kostal Produkte für den Automobilsektor. Dieser Bereich gliedert sich in vier Abteilungen:
- Comfort Electronics (Steuergeräte, insbesondere Türsteuergeräte, Sitzsteuergeräte u. Heckklappensteuergeräte)
- Power Electronics (Ladegeräte u. Wandler, insbesondere Onboard-Ladegeräte, Bordnetzwandler u. Ladesteuergeräte)
- Comfort Controls (Bedienelemente im Fahrzeuginnenraum, wie Lenkradschalter, Lichtschalter, Fensterheber, Sitzversteller, Klimabediengeräte, Fahrmodusschalter u. ä. und Dachmodule, wie Innenbeleuchtung, Bedienelemente Schiebedach u. ä. und auch Bewegungssensoren, Innenraumkameras, Klimasensoren, Mikrofone u. ä. und Regen-Licht-Sensoren)
- Drive Controls (Lenksäulenmodule u. Wählhebel)

Im Juli 2022 wurde mitgeteilt, dass alle deutschen Produktionsstandorte des Bereichs Kostal Automobil-Elektrik (KAE) bis Ende 2024 geschlossen werden sollen. Betroffen ist die Verwaltung und Fertigung incl. Kunststoffverarbeitung in Lüdenscheid mit ca. 650 Mitarbeitern. Die Standorte in Meinerzhagen (ca. 90 Mitarbeiter) und in Halver (ca. 60 Mitarbeiter) werden ganz geschlossen. Die Fertigung wird auf die weltweiten Standorte verteilt.
Anders als im Juni 2022 angekündigt, wurde das Werk in Halver bereits zum Jahresende 2022 geschlossen. Die Mitarbeiter wurden auf die nahegelegenen Standorte Meinerzhagen und Lüdenscheid verteilt. Das Werk in Meinerzhagen soll bis mind. Ende 2026 erhalten bleiben. Hintergrund ist hier, dass dort Kamera- und Sensorikmodule für die Umfelderkennung bei Fahrzeugen unter Reinraum-Bedingungen produziert werden. Insbesondere Audi verwendet diese Module für seine Fahrerassistenzsysteme und hat sich für den Erhalt des Standortes Meinerzhagen starkgemacht.

### Kostal Kontakt Systeme
Das Kerngeschäft der Kostal Kontakt Systeme GmbH & Co. KG ist die Entwicklung, Produktion und der Vertrieb von Steckverbindersystemen für die Automobilindustrie. Kostal Kontakt Systeme ist an neun Standorten in acht Ländern mit über 1400 Mitarbeitern präsent und zählt zahlreiche Automobilunternehmen zu seinen Kunden.

### Kostal Industrie Elektrik
Mit Gründung der Kostal Industrie Elektrik im Jahr 1995 unter dem Dach der Kostal-Gruppe wurden die Rahmenbedingungen geschaffen, das Know-how aus dem Automobilbereich weiteren Märkten wie der Antriebstechnik zur Verfügung zu stellen. Am Standort Hagen sind für das Unternehmen über 500 Mitarbeiter in Entwicklung, Produktion und Verwaltung tätig. Ende 2006 wurde die Tochtergesellschaft Kostal Solar Electric GmbH in Freiburg i. Br. gegründet. Sie dient als Vertriebsgesellschaft für Photovoltaik-Wechselrichter der Marke PIKO (Photovoltaik Inverter Kostal). Die Kostal Industrie Elektrik entwickelt und produziert Lösungen in den Produktfeldern Photovoltaik, Antriebstechnik sowie Mess-, Steuer- und Regelungselektronik, die auf die Erzeugung regenerativer Energien sowie die effiziente Nutzung von Energie ausgerichtet sind. Der Geschäftsbereich Industrie Elektrik gliedert sich in drei Bereiche:
- Leistungselektronik
- Antriebstechnik
- Photovoltaik

### Kostal Solar Electric
Die Kostal-Solar-Electric wurde 2006 als eigener Unternehmenszweig der Kostal-Gruppe gegründet und steht seitdem für Energieerzeugung und -nutzung. Kostal in Hagen bildet den deutschen Hauptsitz der Muttergesellschaft Kostal Industrie Elektrik, während die Kostal Solar Electric ihr deutsches Hauptquartier in Freiburg im Breisgau aufgebaut hat. Zu den Produkten der Kostal Solar Elektrik verschiedene Wechselrichter und Speichersysteme.

### SOMA Prüftechnik
Prüfen, automatisieren, dosieren: das sind die drei Kernproduktfelder der SOMA GmbH. Seit über 40 Jahren bietet die SOMA als Systemlieferant ihren Kunden Prüf- und Automatisationssysteme für mechatronische und elektronische Produkte. 2009 erweiterte die SOMA ihr Leistungsspektrum um Komponenten und Systeme zum Handling und prozesssicheren Dosieren von industriellen Schmierstoffen.

## Struktur
(Stand: November 2022)
Obergesellschaften:
- Leopold Kostal GmbH & Co. KG (LK)
- Kostal Grundbesitz GmbH & Co. KG (KOGB)

Verbundene Unternehmen von LK:
- Kostal Automobil Elektrik GmbH & Co. KG (KAE)
- Kostal Verwaltungsgesellschaft Zwei mbH (KVG Zwei)

Verbundene Unternehmen von KAE:
- Kostal Beteiligungsgesellschaft mbH (KOBET)
- Kostal Ireland GmbH (KOI)
- Kostal Italia S.r.l. (KITA)
- Kostal UK Limited (KOB)
- Kostal Verwaltungsgesellschaft mbH (KVGL)
- Kostal Verwaltungsgesellschaft mbH, Wien (KVG)
- LLC Kostal Ukrania (KOU)
- Kostal India Pvt. Ltd. (KOIN)
- Kostal Makedonija DOOEL (KOMAK)

Verbundene Unternehmen von KOBET:
- Kostal Engineering CR (KOCR-PR)
- Kostal Electromecanica Ltda. (KOBRA)
- Kostal Mexicana, S.A. de C.V. (KOMEX)
- Kostal Electrica S.A. (KOSPA)
- Kostal of America, Inc. (KOA)
- Shanghai KOSTAL-Huayang Automotive Electric Co., Ltd. (KOCHI)
- Kostal Japan Co., Ltd. (KOJA)
- Kostal Korea Ltd. (KOKOR)
- Kostal SofiaSoft Bulgaria EOOD (KOBU)
- Kostal Bulgaria EOOD (KOBU-SL)
- Kostal Bulgaria Automotive Ltd. (KOBU-PZ)
- Kostal (Shanghai) Management Co., Ltd. (KOCHI-MGT)
- Kostal (Changchun) Automotive Electric Co., Ltd. (KOCHI-CH)
- Kostal (Shanghai) Mechatronic Co., Ltd. (KOCHI-SH)
- Kostal (Guiyang) Mechatronic Co., Ltd. (KOCHI-GU)
- Kostal (Baoding) Mechatronic Co., Ltd. (KOCHI-BA)
- Kostal (Shanghai) Intelligent Equipment Co., Ltd. (KOCHI-EQ)
- Kostal Sweden AB (KOSWE)
- Kostal Maroc SARL. AU (KOMOR)
- Kostal Hong Kong Ltd. (KOHO)
- Zaldorado, Abbeyfeale, Co. (ZALDORADO)

Verbundene Unternehmen von KOBRA:
- Kostal S.A. de Argentina (KORA)
- Kostal da Amazonia Industria e Comercio des Auto Pecas Ltda. (KOAM)

Verbundene Unternehmen von KOGB:
- Kostal Grundbesitzverwaltungsgesellschaft mbH (KGV)

## Standorte
(Stand: Mai 2023)
- Bulgarien – Pazardzhik (P u. F+E) + Sofia (F+E)
- China – Guiyang (P) + Baoding (P) + Shanghai (V u. F+E u. P) + Changchun (P)
- Deutschland – Dortmund (Allgemein) + Dortmund (F+E) + Ingolstadt (V) + Lüdenscheid (V u. F+E u. P) + Meinerzhagen (P) + München (V) + Sindelfingen (V) + Wolfsburg (V)
- Großbritannien – Sheffield (V u. F+E)
- Indien – Ranipet (V u. F+E u. P)
- Irland – Abbeyfeale (P) + Mallow (P)
- Italien – Turin (V)
- Japan – Hiroshima (V) + Kawasaki (V u. F+E)
- Korea – Seoul (V u. F+E)
- Marokko – Tanger (P)
- Mexiko – Querétaro (P) + Querétaro (P) + Acámbaro (P)
- Nordmazedonien – Ohrid (P)
- Schweden – Göteborg (V u. F+E)
- Spanien – Barcelona (P u. F+E)
- Tschechien – Prag (E)
- Ungarn – Budapest (GBSC)
- Ukraine – Boryspil (P u. F+E) + Boryspil (P) + Perejaslaw (P)
- USA – Troy (V u. F+E)

Abkürzungen: V=Verkauf - F+E=Forschung u. Entwicklung - P=Produktion

## Gesellschafter
(Stand: November 2022):
- CA GmbH, ca. 8 %
- Annerose Korn, ca. 0,9 %
- Irene Korn, ca. 16,2 %
- Michael Korn, ca. 16,2 %
- Andreas Kostal, ca. 50,6 %
- Sebastian Kostal, ca. 8 %

## Belege
1. 1 2 3 4  Leopold Kostal GmbH + Co. KG: Jahresabschluss zum Geschäftsjahr vom 01.01.2023 bis zum 31.12.2023. Am 6. Mai 2025 im Bundesanzeiger eingesehen.
2. ↑  Niederlassungen. In: kostal.com. Abgerufen am 29. November 2011.
3. ↑  Offizielle Stabübergabe – KOSTAL in der Hand der vierten Generation. In: kostal.com. Abgerufen am 29. November 2011.
4. ↑   Konzernjahresabschluss per 31. Dezember 2020, veröffentlicht auf bundesanzeiger.de, abgerufen am 13. Feb. 2024
5. ↑  Kostal: Autozulieferer schließt defizitäre Werke in Deutschland. In: KunststoffWeb, 7. Juli 2022, abgerufen am 11. November 2023.
6. ↑  Frank Zacharias: Bei Kostal in Meinerzhagen geht es weiter – vorerst. In: Märkischer Zeitungsverlag, 15. April 2023, abgerufen am 11. November 2023.

Koordinaten: 51° 14′ 1,6″ N, 7° 39′ 52,7″ O